# جامعة الفنون التطبيقية فيينا
جامعة الفنون التطبيقية فيينا (بالألمانية: Universität für angewandte Kunst Wien)، كما يطلق عليها بصورة غير رسمية: Die Angewandte) هي جامعة فنون ومؤسسة للتعليم العالي في فيننا، عاصمة النمسا. غُير وصفُها التعليمي إلي جامعة عام 1970.

## تاريخ
تم إنشاء الجامعة في الأساس كمدرسة (مدرسة فيننا للفنون والحرف اليدوية) k. k. Kunstgewerbeschule، في عام 1863، بهدف إنشاء مكان للتعليم المتقدم للمصممين والحرفيين في فيينا، وذلك اقتداء بمتحف ساوث كنسيغتون في لندن، الذي أصبح الآن متحف فيكتوريا وألبرت. ارتبطت المدرسة ارتباطًا وثيقًا بالمتحف الإمبراطوري الملكي النمساوى للفنون والصناعة (بالألمانية: Österreichischen Museums für Kunst und Industrie)، والمشهور في حاضرنا باسم MAK.

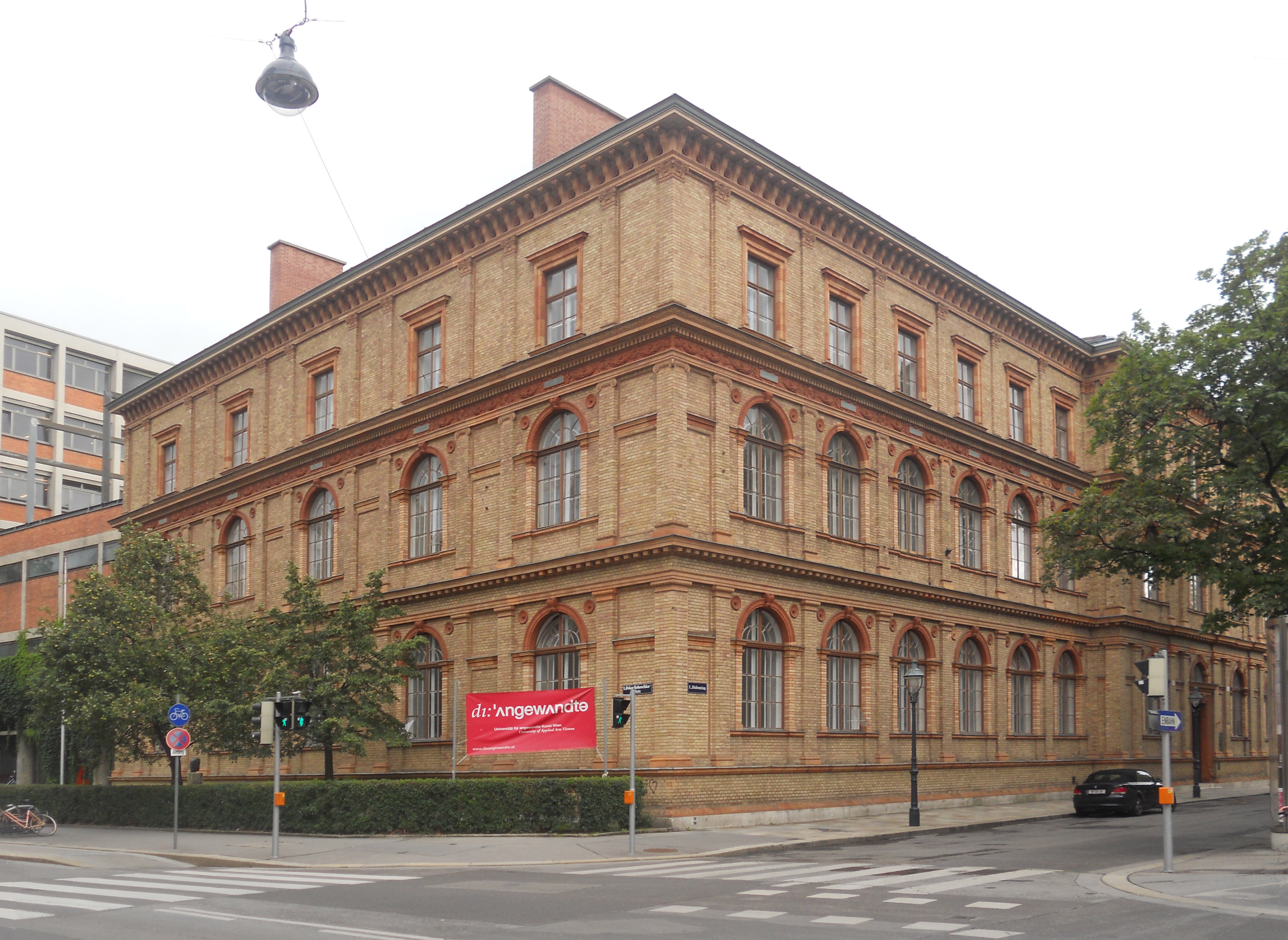
الحرم الجامعي بجامعة الفنون التطبيقية في فيينا.

كانت مدرسة فيينا للفنون والحرف اليدوية أول مدرسة من نوعها في القارة. في عام 1941، تم تغيير درجتها التعليمية لتصبح مؤسسة للتعليم العالي، ليصبح اسمها "ReichHochschule fuer angewandte Kunst" حتى عام 1945 تقريباً، وذلك قبل أن تستولي عليها الدولة النمساوية وتحولها لأكاديمية وذلك في عام 1948. منحت المدرسة لقب جامعة عام 1970، وفي عام 1998 تم تغيير اسمها إلي جامعة الفنون التطبيقية (بالألمانية: Universität für angewandte Künste).
كان العديد من المشاهير جزءًا من موظفي أو الهيئة الطلابية بالجامعة مثل: غوستاف كليمت، أوسكار كوكوشكا، كولومان موسر، فيفيان ويستوود، كارل لاغرفيلد، جان شارل دي كاستيلباجاك، بول كيرنيج، جيل ساندر، بيبيلوتي ريست، ماتيو ثون، فرانسوا فالنتين، ستيفان ساجميستر، وهوغو ماركل. تضم هيئة التدريس اليوم العديد من الفنانين والمعلمين المتميزين، مثل: المصري هاني رشيد، جوديث ايسلر، اروين وورم، هارتموت إسلنجر، غريغ لين، وولف ديتر بريكس (أحد مؤسسي كوب هيملبلو)، بيتر ويبل، والفيلسوف بورغارت شميت.

## الحاضر
الجامعة لديها حاليًا ما يقرب من 1800 طالب، وحوالي 380 كلية. يأتي الطلاب من 70 دولة مختلفة ليختاروا الدراسة ما بين 29 تخصصًا مختلفًا في الجامعة، ويتم تنظيم جنسيات الطلاب بحيث يكون 60٪ منهم نمساويين، و 25٪ أوروبيين، و 15٪ من دول أخرى. يتم عرض نتائج أعمالهم الفنية سنويًا في ما يقرب من 200 معرض في السنة الواحدة والعديد من الأحداث المختلفة والعروض التقديمية العامة الأخرى.

## خريجون متميزون[7]
- والتر بوسي (1904- 1979)، في النحت النحاسي الحديث.
- دوريت ديك (1917-2014)، مصمم جرافيك وطباعة، وفنان.[8]
- أوغوستا كوتشانوسكا (1868- 1927)، فنان ورسام توضيحي بولندي.
- بريجيت كوانز (1957)، فنان.
- ماتياس لورنز جراف (1984)، فنان.
- ويكتوريا جورينسكا (1902- 1945).
- هوغو ماركل (1964)، فنان.
- بيبيلوتي ريست (1962)، فنان تشكيلي.[9]
- فيليس ريكس أوينو (1893-1967)، فنان نسيج.
- ستيفان ساجميستر (1962)، مصمم.
- ستيليانوس شيشو (1977) فنان.
- بولا ستاوت (1902-1984)، مصمم نسيج.
- إيفا شليغل (1960)، فنانة وأستاذة جامعية بأكاديمية الفنون الجميلة في فيينا.
- اروين وورم (1954)، فنان، مصور، ونَحّات.
- ارنستين تاهدل (1940)، فنان.
- ماتياس تاراسيفيتش، (1979)، فنان.
- ليو وولنر (1925-1955)، مصمم نسيج.
- ليزبيث زويرجر (1954)، رسامة توضيحية.
- أندرياس كرينثالر (1966)، مصمم وزوج فيفيان ويستوود.

## روابط خارجية
- الموقع الرسمي للجامعة.
- الموقع الرسمي لمتحف الفنون التطبيقية.
- معلومات عن جامعات الفنون والترجمة على أساس «معجم النمسا».
- دليل للدراسة بالنمسا.